# 久留米ブリヂストン球場
久留米ブリヂストン球場（くるめブリヂストンきゅうじょう）は、かつて福岡県久留米市にあったブリヂストンタイヤ久留米工場所有の野球場。
1949年11月にブリヂストンタイヤ久留米工場の野球部が使用する目的で建設されたが、明くる1950年に福岡県を本拠地とするプロ野球・西鉄ライオンズが結成されると、この年（西鉄クリッパーズとして出場）の4月28日に行われた阪急ブレーブスとの対戦で初開催され、以後9年間で9試合を主催した。しかし、ブリヂストン久留米野球部は約10年ほどで解散の憂き目を見るが、その後も社内の福利厚生施設としてソフトボール大会や運動会、レクリエーションの施設として使われた。平成に入ってから再開発のため閉鎖し、関連会社の倉庫が建設された。
権藤博は、1957年から4年間ブリヂストンタイヤ久留米工場に勤務し、野球部の選手としてこの球場で汗をかき、1961年の中日ドラゴンズへの入団を勝ち取った原点の場にもなっている。

## 施設
- 両翼91.4m、中堅109.8m
- プロ野球公式戦：9試合使用し、15ホームランを記録[3]